# Kigomero (vattendrag)
Kigomero är ett vattendrag i Burundi.   Det ligger i provinsen Muyinga, i den nordöstra delen av landet, 110 kilometer öster om huvudstaden Bujumbura.
I omgivningarna runt Kigomero växer huvudsakligen savannskog. Runt Kigomero är det ganska tätbefolkat, med 93 invånare per kvadratkilometer.